# Dead or Alive (banda)
Dead or Alive fue una banda británica del género synthpop, perteneciente a la corriente del Hi-NRG, siendo una de las pioneras en el género. La banda fue formada en el año 1980 en Liverpool, como sucesora de otra llamada Nightmares In Wax. Sus características principales son su excéntrica vestimenta y los diferentes looks de su vocalista, Pete Burns.

## Historia

### Nightmares in Wax (1980)
En 1977 Burns formó una banda con sus contemporáneos Julian Cope, Pete Wylie y Phil Hurst, llamándose The Mystery Girls. Ellos tocaron sólo un concierto (apertura para Sham 69 en Eric's en Liverpool en noviembre de 1977) antes de desintegrarse.
Burns regresó a principios de 1979 con una nueva banda, Nightmares in Wax (el nombre original era Rainbows Over Nagasaki), con un sonido post-punk gótico, con el apoyo del teclista Martin Healy, el guitarrista Mick Reid (ex Crash Course y Glass Torpedoes), el bajista Rob Jones, que dejó el grupo poco después para ser reemplazado por Walter Ogden, y el baterista Paul Hornby (051 y Pink Military), que también salió poco después de la formación de la banda para ser reemplazado por Phil Hurst.
Nightmares in Wax interpretó su primer concierto apoyando a Wire en Eric's en julio de 1979 y, alrededor de la misma época, grabó demos que incluyeron una portada de la canción de Simon Dupree Kites, una característica de sus primeros shows. Aunque firmado con el sello Eric's Records, su único lanzamiento, un EP de tres pistas de 7" titulado Birth of a Nation, apareció en marzo de 1980 en Inevitable Records, un sencillo de 12 pulgadas con dos pistas del EP, "Black Leather " y " Shangri-La ", fue lanzado en 1985. El EP ofreció "Black Leather ", que a medio camino se convirtió en KC & the Sunshine Band "That's the Way (I Like It) "(una canción más tarde revivió por Dead or Alive).
Ogden dejó la banda a principios de noviembre de 1979, poco antes de la grabación de demos para el lanzamiento previsto de Inevitable Records. El bajista Ambrose Reynolds ayudó tanto en estas sesiones como en las del EP un mes más tarde. Pete Lloyd se unió en enero de 1980 y la banda volvió a tocar en vivo a principios de febrero. Lloyd y Reid dejaron la banda en marzo de 1980, y Hurst siguió un mes más tarde. Burns y Healy fueron acompañados por el bajista Sue James, el guitarrista Adrian Mitchley, y el baterista Joe Musker y, en mayo de 1980, justo antes de grabar una sesión de radio para John Peel, Burns cambió el nombre de la banda a Dead Or Alive. La banda pasó por varios cambios de alineación durante los siguientes tres años, mientras se realizaba el proceso de grabación de una serie de sencillos independientes. La apariencia excéntrica y andrógina de Burns comenzó a atraer la atención, a menudo provocando a comparaciones con Culture Club y su cantante principal Boy George.
Los sencillos de Dead or Alive comenzaron a impactar la lista UK Indie Chart, comenzando con "The Stranger", de 1982, que alcanzó el número 7 en esa gráfica. Esto llevó a la gran etiqueta Epic Records a firmar la banda en 1983. Su primer lanzamiento para Epic fue el sencillo "Misty Circles", que apareció en el número 100 en el Reino Unido Singles Chart en 1983. En este punto, la banda era un quinteto, la cual estaba compuesta de Burns, Mike Percy (bajo), Tim Lever (teclados / sax), Steve Coy (batería) y Wayne Hussey (guitarra). Otros dos sencillos: "What I Want" y "I'd Do Anything", atrajeron la atención del público pero el éxito continuaba eludiendo a la banda.
El álbum de debut de Dead Or Alive, Sophisticated Boom Boom, fue lanzado en mayo de 1984 y presentó su primer sencillo de Top 40 UK, "That's the Way (I Like It)", una versión del éxito de 1975 de KC y Sunshine Band. Hussey salió de Dead or Alive justo antes del lanzamiento del álbum. El sencillo alcanzó el puesto 22 en el Reino Unido y el álbum en el número 29.

### Éxito en los años 80
En mayo de 1985, la banda lanzó su segundo álbum Youthquake (US n.º 31, UK n.º 9), producido por el entonces formidable equipo de compositores y productores de Mike Stock, Matt Aitken, Y Pete Waterman conocido como Stock Aitken Waterman (SAW). El sencillo "You Spin Me Round" fue el número uno en la lista de sencillos del Reino Unido después de haberse quedado fuera de los Top 40 durante más de dos meses (la canción fue el primer sencillo de SAW) . La canción también logró el n.º 11 en los EE. UU. y el n.º 1 en Canadá. Otras canciones de álbum lanzadas como singles incluyen "Lover Come Back To Me", "In Too Deep" y "My Heart Goes Bang". Todos ellos alcanzaron el Top 30 del Reino Unido.
A finales de 1986, Dead or Alive lanzó su tercer álbum, Mad, Bad and Dangerous to Know (US n.º 52, UK n.º 27), también producido por SAW. El primer sencillo "Brand New Lover" se convirtió en un modesto éxito en el Reino Unido, alcanzando el puesto número 31, pero tuvo más éxito en los Estados Unidos, donde alcanzó el número 15 en los Estados Unidos Hot 100 y el número uno en la lista de éxitos bailables la reconocida Billboard. Tres más sencillos del álbum fueron lanzados, aunque ninguno vio ningún éxito notable en las listas de los EE. UU. Todos estos sencillos han causado algún tipo de controversia en el Reino Unido. El más exitoso en el Reino Unido fue "Something in My House" (Reino Unido n.º 12), con tonalidad gótica y con un estilo manga que representa a Burns delante de lo que parece ser un altar satánico, con una cruz invertida. 
Una versión de 12" de la canción, 'Mortevicar Mix', presentó escenas de Nosferatu y el muestreo del diálogo de la banda sonora de The Exorcist y una muestra del tráiler de película estadounidense George A. Romero de su película Day of the Dead (1985) y otras películas de terror de los años 80. Un tercer sencillo, "Hooked on Love", no consiguió hacer el UK Top 40 y tenía un tono "gótico" que se había añadido en un remix de posproducción.
Después del lanzamiento del álbum, Tim Lever y Mike Percy dejaron la banda para formar sus propias carreras como mezcladores y productores. El par actualmente posee y opera Steelworks Studios en Sheffield, Reino Unido. Como mezcladores y productores, Lever y Percy experimentaron el éxito de la escritura y la mezcla de canciones para actos como S Club 7, Blue y Robbie Williams. 
En 1987, Dead or Alive lanzó su mejor álbum de éxitos Rip It Up, y una gira de conciertos del mismo nombre. A finales de 1988, Dead or Alive, ahora reducido a un dúo formado por Burns and Coy, lanzó el auto-producido álbum llamado Nude, que incluía el sencillo "Turn Around and Count 2 Ten". Fue seguido por "Come Home with Me Baby". El sencillo fue un hit de los Estados Unidos, incluyendo el número uno en las listas de baile de los Estados Unidos.

### Los años 1990
En 1990 vio el lanzamiento de Fan the Flame (Parte 1); Un álbum lanzado sólo en Japón. El álbum tenía tres sencillos, "Your Sweetness (Is Your Weakness)", "Gone Too Long", y "Unhappy Birthday". La banda había planeado lanzar Fan the Flame (Part 2) en 1992, que era similar en estilo a la parte 1, pero con las ventas modestas de la parte 1 en Reino Unido, la parte 2 nunca fue lanzada. Habría presentado temas como "I Do not Care About Your Heart", así como una portada de Barry White "It's Ecstasy When You Lay Down Next To Me". Algunas pistas fueron regrabadas más tarde para el álbum Nukleopatra de la banda. A menudo se confunde con el álbum acústico de "Love Pete", que fue vendido en forma de casete en la gira de 1992 de la banda (durante la cual las pistas de la Parte 2 fueron vistas).
Durante algunos años, Dead or Alive estuvo mayormente inactivo en el estudio de grabación. Burns resurgió en 1994 como vocalista en un sencillo para el techno italiano Glam. Burns ayudó a escribir el sencillo, "Sex Drive", que fue su regreso a las pistas de baile. Burns y Coy flirtearon con la idea de grabar bajo el nombre de International Chrysis, el nombre de la cantante de transexual tardía, y lanzaron un sencillo como tal en 1994, una versión de David Bowie "Rebel Rebel".
El año 1995 vio nuevo trabajo de Dead or Alive con los nuevos tecladistas Jason Alburey y Dean Bright, uniéndose a Burns y Coy para el álbum Nukleopatra. El álbum incluía un fragmento de material previamente lanzado, incluyendo "Rebel Rebel", "Sex Drive", y dos canciones que aparecieron originalmente en Fan the Flame (Part 1), "Gone Too Long" y "Unhappy Birthday". El álbum también incluyó una portada de "Picture This" de Blondie. Lanzado inicialmente solo en Japón, Nukleopatra fue lanzado más tarde en Australia, Singapur, Sudáfrica, Francia y Estados Unidos, y cada lanzamiento presentaba diferentes portadas, listas de canciones y versiones de canciones. Muchas versiones de Nukleopatra también incluyeron uno o más remixes de "You Spin Me Round (Like a Record)".

### La era del 2000
En el 2000, Dead or Alive lanzó Fragile, una colección de remakes con varias pistas nuevas y versiones incluyendo "Even Better Than the Real Thing" de U2 y "I Promised Myself" de Nick Kamen. Este sería finalmente su séptimo y último álbum de estudio. Un nuevo álbum del remix, Unbreakable, fue lanzado en 2001. Esto fue seguido por un álbum más grande de los éxitos titulado Evolution: the Hits, lanzado en 2003 que ofreció otro remix de "You Spin Me Round (Like a Record)"; Ambos disfrutaron, por primera vez desde Nude, de un lanzamiento en el Reino Unido, con "You Spin Me Round (Like a Record)" reingresando al Top 40. Más tarde en 2003, Alburey y Bright salieron de la banda dejando Dead o Vivo una vez más como un dúo formado de nuevo por Burns y Coy.
En 2004, Burns disfrutó de éxito en solitario con la canción producida por los Pet Shop Boys, "Jack and Jill Party". Aunque solo fue lanzado a través del sitio web de Pet Shop Boys, la canción alcanzó el número 75 en la lista de sencillos del Reino Unido.

### La época actual
En septiembre de 2010, Burns lanzó un nuevo sencillo, "Never Marry An Icon". A pesar de que Burns declaró que Dead or Alive dejó de existir en 2011, Coy lo contradijo más tarde indicando que el moniker seguía activo y que la banda no había terminado.
El 21 de diciembre de 2012, Burns se presentó en el concierto de Pete Waterman, Hit Factory Live en el O2 Arena de Londres. Otros artistas en la cuenta incluyeron a Jason Donovan, a Rick Astley, a pasos, a Sinitta, a Pepsi y Shirlie, Hazell Dean, a Princess, a Sybil, a 2 Unlimited, a Lonnie Gordon, a Brother Beyond y Bananarama. No estaba claro si otros miembros de la línea original de Dead Or Alive también acompañarían a Burns.
Para sorpresa del mundo Pete Burns fallece de paro cardíaco el 23 de octubre de 2016, a la edad de 57 años.
El 28 de octubre de 2016, un conjunto de 19 discos titulado Sophisticated Boom Box MMXVI fue lanzado por Edsel Records. El conjunto de la caja cuenta con todos los discos, sencillos y rarezas producidos por Dead or Alive en el período 1983-2010, incluyendo los lanzamientos en solitario de Pete Burns. Coy insinuó que podría haber una segunda caja en el futuro para venir y álbumes inéditos de Dead or Alive.
Inesperadamente, el 4 de mayo de 2018, fallece Steve Coy a los 56 años, quién fue el baterista y mánager de la banda. Aún se desconoce el motivo de su muerte, pero la noticia fue confirmada a través de Facebook por su esposa. Lo último que él publicó a través de su cuenta de Facebook, es que estaba trabajando en un nuevo álbum de estudio de la banda con canciones inéditas de toda la trayectoria de la banda. Se desconoce cuándo será publicado, aunque es posible que debido a que algunas de las canciones sean tan solo demos de los que no se sabe si fueron finalizados, el proyecto no logre concretarse.
En 2020, se dio a conocer la próxima publicación de un segundo boxset recopilatorio. Llevará el nombre de "Invincible", y este incluirá sus tres últimos álbumes de estudio que fueron publicados sólo en Japón y en algunas partes de Europa (en relación con Nukleopatra). Además, este incluirá un EP con una recopilación de remezclas de You Spin Me Round (Like a Record) y Sex Drive que fueron realizados entre 1996 y 1997. 
Por último, incluirá una canción completamente inédita titulada "My Love's On The Line". 
En 2021, después de estar casi una década guardado entre los archivos, se publica la segunda parte cancelada de "Fan the Flame (Part 1)" titulado "Fan the Flame (Part 2): The Resurrection". Según cuenta Marina Zacco Coy (la viuda de Steve Coy), luego de la publicación de la caja recopilatoria del 2016, Pete y Steve tenían las intenciones de restaurar un álbum que nunca publicaron, sin embargo, por la muerte de Burns en 2016 y de Coy en 2018, el trabajo nunca fue completado hasta tres años después. Los temas contenidos en el álbum fueron grabados entre los años 1990 y 1994, y varios de ellos fueron restaurados para posteriormente retrabajados con sonidos nuevos.

## Éxitos
Aunque la canción You Spin Me Round (Like a Record) de 1984 fue el mayor éxito musical de la banda en Estados Unidos y el Reino Unido, su mayor éxito en Japón fue la canción de 1989 Turn Around & Count 2 Ten que permaneció primera en las listas durante diecinueve semanas.

### "You Spin Me Round (Like A Record)"
El sencillo You Spin Me Round (Like a Record) ha sido reeditado por la banda una y otra vez en numerosas ocasiones. La grabación original es de 1984, incluida después en el álbum Youthquake de 1985.
- Una reedición para el álbum Rip It Up de 1987.
- La versión australiana de 1996 de Nukleopatra.
- También en 1997 para la versión francesa de Nukleopatra.
- La edición de 2000 para el disco Fragile.
- La edición 2001 para el álbum-remix Unbreakable.
- Un remix de la canción en conjunción con un disco de grandes éxitos en 2003.
- En 2006, después de la aparición de Burns en el programa televisivo británico Celebrity Big Brother.

Varios artistas han versionado este éxito:
- Dope - You Spin Me Round (Like a Record), contenido en el disco Felons and Revolutionaries de 1999.
- Flo Rida con Kesha - "Right Round", contenido en el disco R.O.O.T.S., de 2009.
- Thalía - You Spin Me Round" en el disco Thalia de 2002
- Jessica Simpson: "You Spin Me Round (Like A Record)" en el disco A Public Affair de 2006
- Indochine: "You Spin Me Round (Like A Record)" para Reporteros Sin Fronteras 2008
- New Order
- Britney Spears
- Kim Wilde
- Gigi D'Agostino
- Eiffel 65
- Danzel
- Gemini Five
- Ten Masked Men
- Elenco de Glee

### "Sex Drive"
El sencillo originalmente fue grabado en 1995, y dio pauta al Sex Tour en Europa de la banda y la integración de Jason Alburey y Dean Bright (The Big Red Lady) a la banda. Esta canción fue grabada para promover el nuevo álbum Nukleopatra.

### "Nukleopatra"
Al igual que el sencillo "Sex Drive" fue grabado en 1995, también dio pauta al Sex Tour en Europa de la banda y la integración de Jason Alburey y Dean Bright (The Big Red Lady) a la banda.

### "Turn Around and Count 2 Ten"
El mayor éxito de la banda fuera de Europa y América, el sencillo estuvo en las listas japonesas 17 semanas en 1989. La canción fue el primer sencillo del álbum Nude y marca la salida de Tim Lever y Mike Percy de la banda.

### "Hit And Run Lover"
Al igual que la canción "Turn Around and Count 2 Ten", fue otro mayor éxito de la banda fuera de Europa y América, ya que este sencillo fue un éxito inmediato en Japón y estuvo en las primeras posiciones de las listas japonesas en el año 2001. Esta canción fue el primer sencillo del álbum Fragile del año 2000. Después del lanzamiento del vídeo musical de esta canción, se utilizarían escenas del vídeo en sí y fotos promocionales también del mismo vídeo para las portadas del disco de re-mezclas Unbreakable: The Fragile Remixes lanzado en 2001.

## Conciertos
- Anexo:Giras musicales de Dead or Alive

La banda hizo giras regularmente en el Reino Unido en la primera mitad de la década de los 80, pero su primera gira mundial comenzó en 1987, con fechas en Europa, Estados Unidos y Japón. Se filmaron dos espectáculos en el Nippon Budokan de Tokio el 9 de octubre y en el Osaka-jō Hall de Osaka el 11 de octubre de 1987, y se publicaron en vídeo-casete (VHS) y Laserdisc ese mismo año bajo el título Rip It Up Live.
El concierto fue publicado más tarde como contenido extra por primera vez en DVD como parte de la publicación recopilatoria de 2003.
Una versión de estudio de Rip It Up que consistía en versiones originales de estudio y re-mezclas de las canciones más conocidas de Dead or Alive se publicó en vinilo, casete y disco compacto ese mismo año.
En 1995 Dead or Alive comenzó a actuar en clubes nocturnos locales (la mayoría gais). Dead or Alive participaron en el Orgullo Gay del año 1995.

## Celebrity Big Brother
En 2006, Pete Burns participó en el programa de televisión Celebrity Big Brother en el Reino Unido. Su apariencia excéntrica, comportamiento sorprendente y su actitud explosiva lo convirtieron en un personaje habitual del programa. Burns se hizo conocido por insultar abiertamente a la actriz Traci Bingham e interpretar danza moderna con el miembro del parlamento de Respect George Galloway. 
Tras finalizar el programa (Burns acabó en la quinta posición), se relanzó «You Spin Me Round (Like a Record)» (del álbum Youthquake de 1985) y alcanzó el top cinco en la UK Singles Chart. El propio Burns expresó su disgusto por el relanzamiento, diciendo que «es como llevar un uniforme escolar a la edad de 46 años».

## Discografía
Álbumes
- 1984: Sophisticated Boom Boom.
- 1985: Youthquake.
- 1986: Mad, Bad, and Dangerous to Know.
- 1989: Nude.
- 1990: Fan the Flame (Part 1).
- 1995: Nukleopatra.
- 2000: Fragile.
- 2021: Fan the Flame (Part 2): The Resurrection

Compilaciones
- 1987: Rip It Up.
- 1993: Star Box.
- 2001: Unbreakable: The Fragile Remixes.
- 2003: Evolution: The Hits.
- 2010: That's the Way I Like It: The Best of Dead or Alive.
- 2016: Sophisticated Boom Box MMXVI.
- 2020: Invincible.
- 2023: Let Them Drag My Soul Away: Singles, Demos, Sessions And Live Recordings 1979-1982
- 2024: Still Spinnin' (The Singles Collection 1983 - 2021)
- 2024: The Pete Hammond Hi-NRG Remixes

## Sencillos
| Año  | Canción                                        |
| ---- | ---------------------------------------------- |
| 1980 | I’m Falling                                    |
| 1981 | Number Eleven                                  |
| 1982 | It's Been Hours Now                            |
| 1982 | The Stranger                                   |
| 1983 | Misty Circles                                  |
| 1983 | What I Want                                    |
| 1984 | I'd Do Anything                                |
| 1984 | That's the Way(I Like It)                      |
| 1984 | What I Want                                    |
| 1984 | You Spin Me Round (Like a Record)              |
| 1985 | Lover Come Back (To Me)                        |
| 1985 | In Too Deep                                    |
| 1985 | My Heart Goes Bang (Get Me to the Doctor)      |
| 1986 | Brand New Lover                                |
| 1987 | Something In My House                          |
| 1987 | Hooked On Love                                 |
| 1987 | I'll Save You All My Kisses                    |
| 1988 | Turn Around & Count 2 Ten                      |
| 1989 | Come Home with Me Baby                         |
| 1989 | Baby Don’t Say Goodbye                         |
| 1990 | Your Sweetness (Is Your Weakness)              |
| 1990 | Gone 2 Long                                    |
| 1990 | Unhappy Birthday                               |
| 1996 | You Spin Me Round (Like a Record) (1996 Remix) |
| 1996 | Sex Drive                                      |
| 2001 | Hit And Run Lover                              |
| 2003 | You Spin Me Round 2003                         |
| 2006 | You Spin Me Round (Like a Record) (Reedición)  |
| 2021 | Tonight...                                     |
| 2021 | Hurt Me (Did U Have 2 Hurt Me)                 |